# Alcis cinerea
Alcis cinerea är en fjärilsart som beskrevs av Butler 1881. Alcis cinerea ingår i släktet Alcis och familjen mätare. Inga underarter finns listade i Catalogue of Life.